# Psathyrella ammophila
Psathyrella ammophila (Michel Charles Durieu de Maisonneuve și Joseph Henri Léveillé, 1846 ex Peter Darbishire Orton, 1960), din încrengătura Basidiomycota în familia Psathyrellaceae și de genul Psathyrella, denumită în popor bereciorul de nisip, este o specie saprofită de formă comensalismă (relații între două organisme în care unul folosește resturile de hrană ale celuilalt), hrănindu-se cu rădăcinile plantei în descompunere. Această specie rară și comestibilă, dar aproape fără valoare culinară, se dezvolte și în România, în mod general, numai în regiunea maritimă. Crește solitară sau în grupuri mici, uneori chiar și în smocuri, pe dunele de nisip, mereu în apropierea ierbii Ammophila arenaria (iarbă de țărm) (de acea și numele binomial). La vreme potrivită apare din mai până în octombrie (noiembrie). Specia trăiește în simpatrie (o formă de distribuție geografică, în care zonele de distribuție ale membrilor a două populații se suprapun, fiind  strâns legate în aceeași zonă) cu musca Delia albula.
Numele generic se trage din cuvântul grecesc (greacă ψαθυρος=friabil, fragil, fărâmicios), iar epitetul este de asemenea derivat din limba greacă, anume din cuvintele (greacă ἄμμος=nisip, mortar) și (greacă φιλος=drag, împrietenit, prietenos).

## Taxonomie
Numele binomial a fost determinat drept Agaricus ammophilus de micologii francezi Michel Charles Durieu de Maisonneuve (1796-1878) și Joseph Henri Léveillé în cartea lui Durieu Exploration scientifique de l'Algérie din 1846 și transferat corect la genul Psathyrella sub păstrarea epitetului de către micologul american Peter Darbishire Orton (1916-2005), de verificat în volumul 43 al jurnalul micologic Transactions of the British Mycological Society din 1960.
Toate celelalte încercări de redenumire sunt acceptate sinonim, dar pot fi neglijate, nefiind folosite.

## Descriere

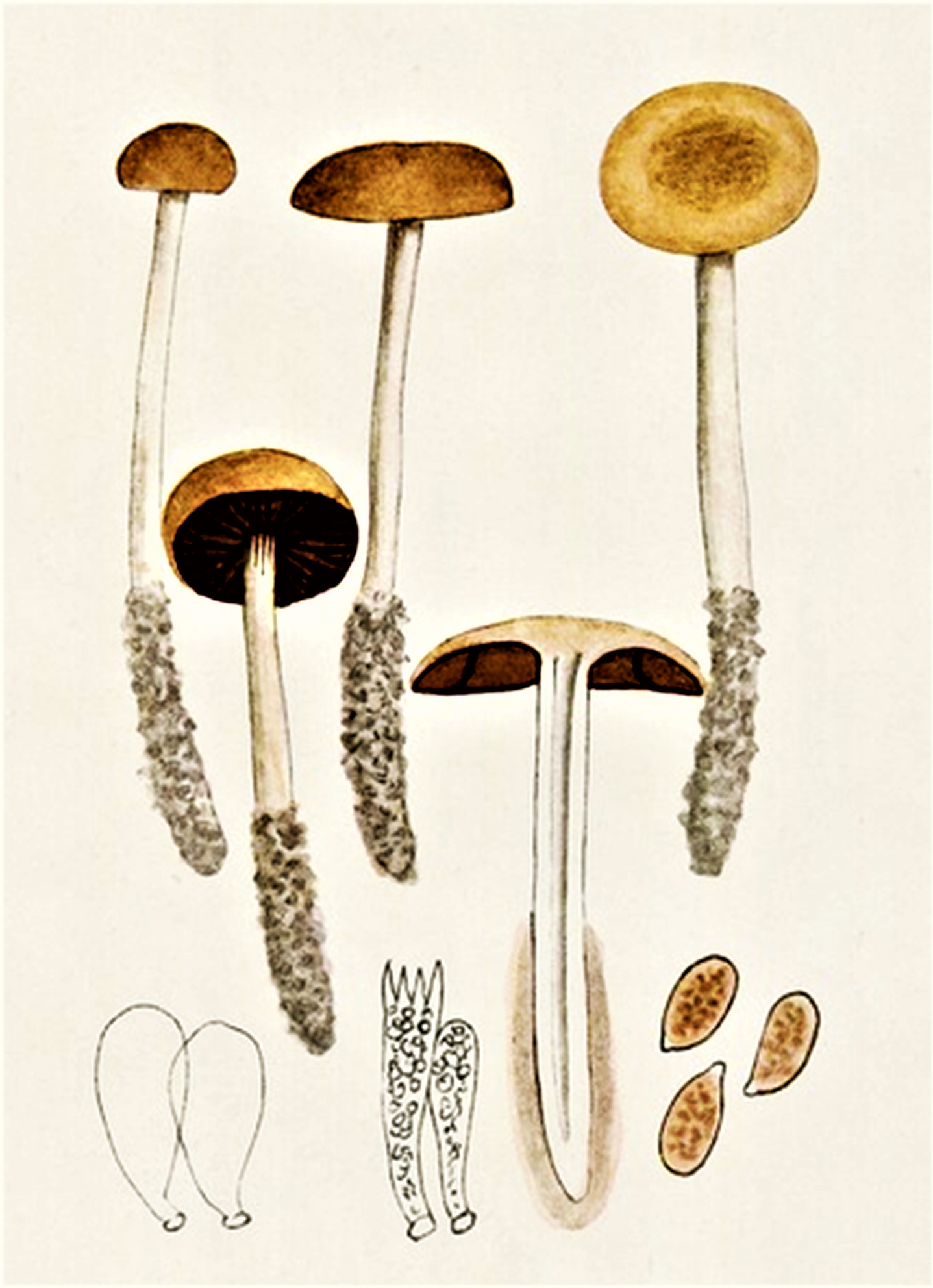
Bres.: Psilocybe ammophila

- Pălăria: are un diametru de 2-5 (7) cm, este destul de subțire, inițial în formă de clopot, apoi convexă, și în sfârșit întinsă cu centrul uneori slab deprimat sau chiar slab cocoșat. Marginea inițial răsfrântă spre jos, devine în vârstă neregulat ondulată. Cuticula are un aspect neted, câteodată cu nervuri slabe radiale, dar este într-adevăr acoperită de peri microscopic minusculi, coloritul fiind la început gri-maroniu până la un maro de argilă. Deși țesutul nu este higrofan și, prin urmare, nu își schimbă culoarea odată cu pierderea și absorbția de umiditate, ciupercile se întunecă până la un maro închis pe măsură ce îmbătrânesc.
- Lamelele: sunt groase și ceroase, aglomerate, cu lamele intermediare inegale și arcuit aderate la picior. Coloritul este inițial deschis maroniu, devenind mai târziu gri-brun închise și la bătrânețe chiar brun-negricioase. La exemplare tinere, muchiile sunt de culoare mai închisă.
- Piciorul: are o înălțime de 3-7 cm și cu o lățime de 0,3-0,7 cm, este destul de subțire, cilindric, fragil-fibros și relativ rigid, în tinerețe plin, apoi gol pe dinăuntru, și fără inel. Suprafața este netedă, uneori cu mici creste verticale, coloritul tinde între gri deschis și maroniu. Este adânc înrădăcinat în substrat pentru a se hrăni cu rădăcinile ierbii de țărm, dar de asemenea și pentru stabilitatea în habitatul său nisipos.
- Carnea: destul de subțire este moale în partea pălăriei precum tare și fibroasă în cea a piciorului, fiind de un colorit albicios până palid brun. Mirosul este slab de ciuperci, iar  gustul pălăriei blând și plăcut. Toată ciuperca este acoperită cu particule de nisip.[4][5]
- Caracteristici microscopice: are spori cu de obicei un por de germen central, sunt brun-gălbui, netezi, ovoidali sau în formă de prună, cu fibule anastomoze, având o mărime de 10-11 x 6-8 microni. Coloritul pulberii este de un brun închis, dar, odată cumulată, sumbru violaceu. Basidiile cu patru sterigme fiecare sunt clavate și pediculate, măsurând 25-30 x 8-10 microni. Cheilocistidele (celule de obicei izbitoare și sterile care pot apărea între basidii și himen pe muchia lamelor) sunt aproape ovoidale, bulboase spre vârf și măsoară 25–30 × 14–18 microni.[11]
- Reacții chimice: nu sunt cunoscute.

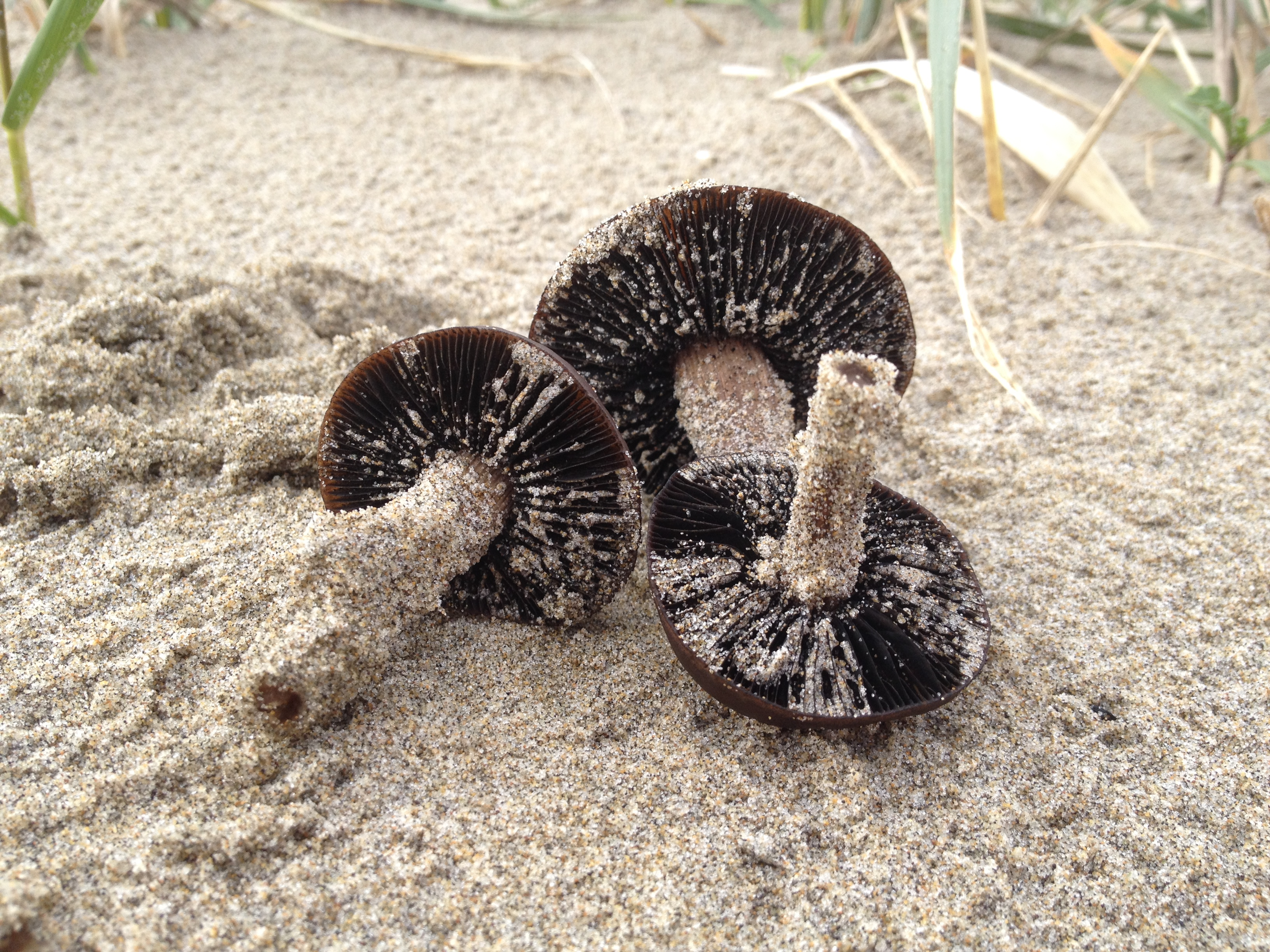
P. ammophila, lamele și picior
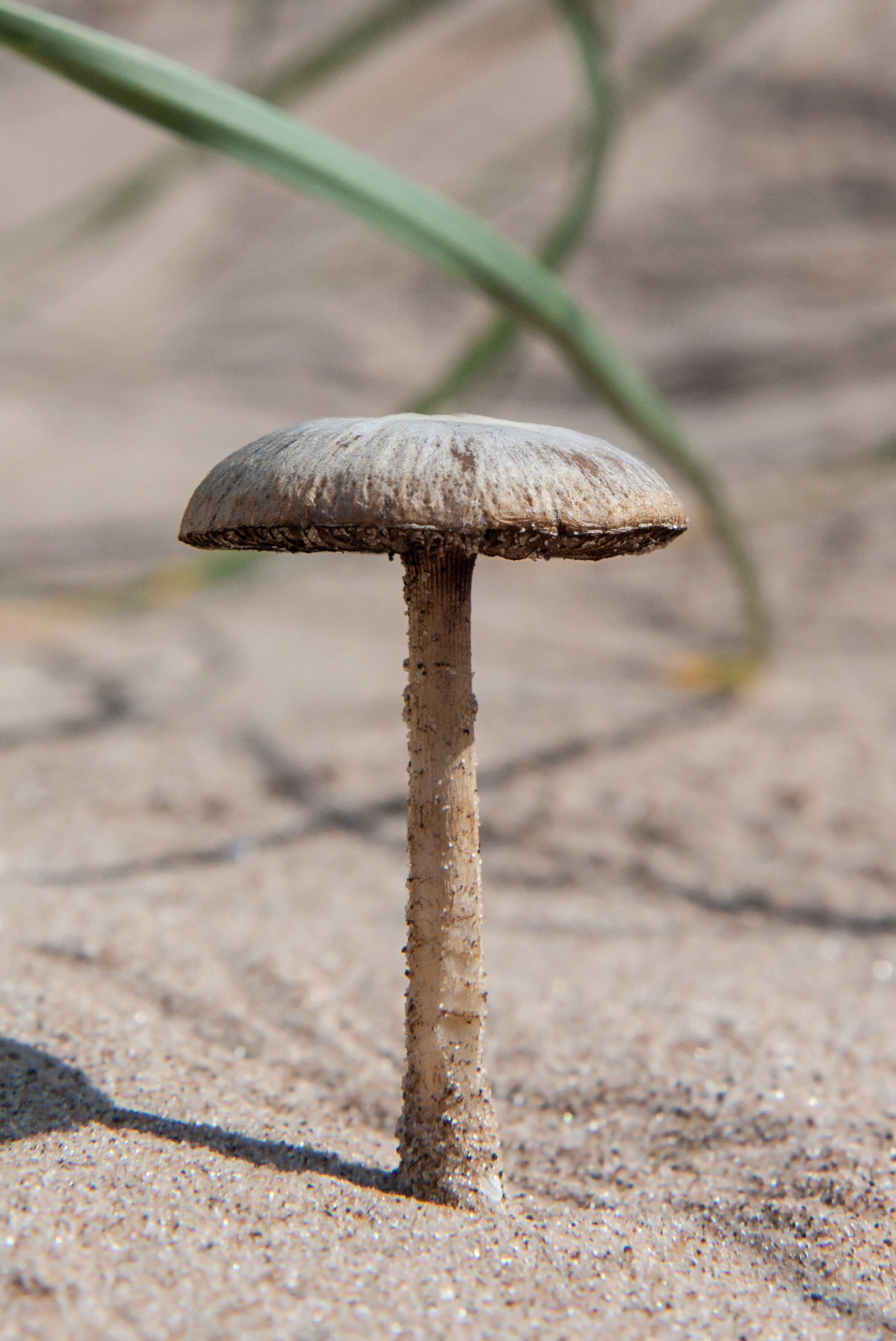
P. ammophila, perspectivă laterală
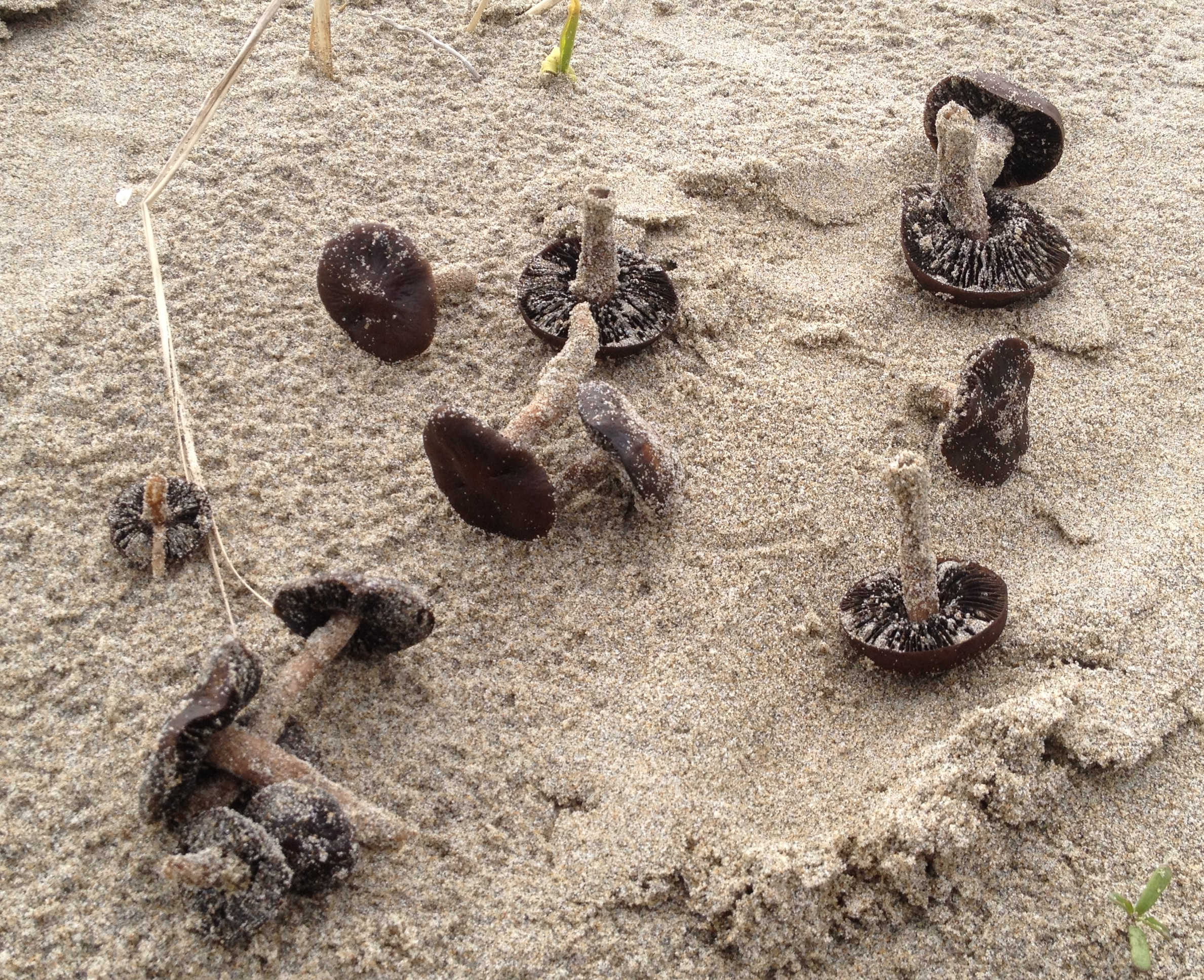
P. ammophila, grup
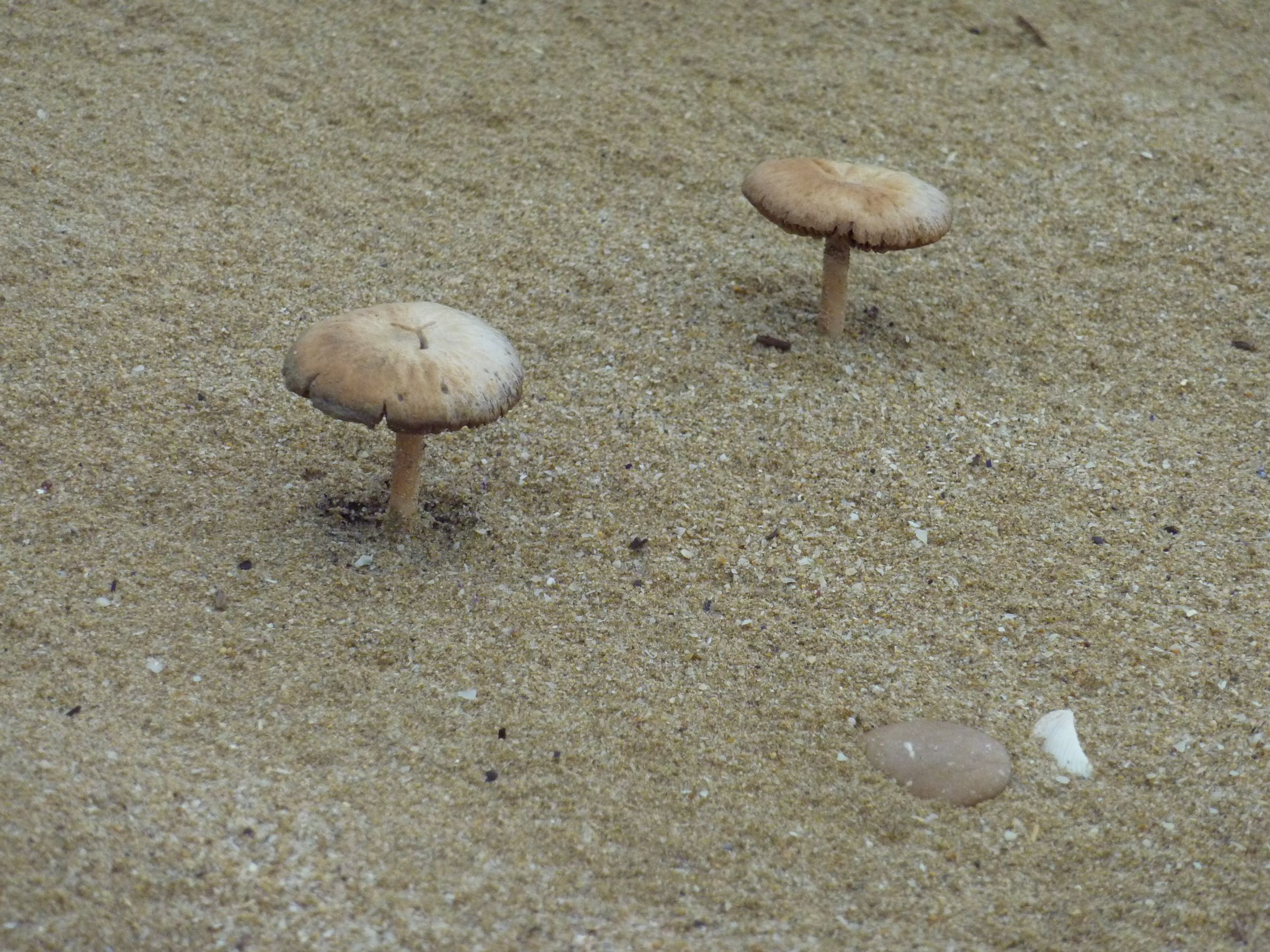
P. ammophila crescând din nisip
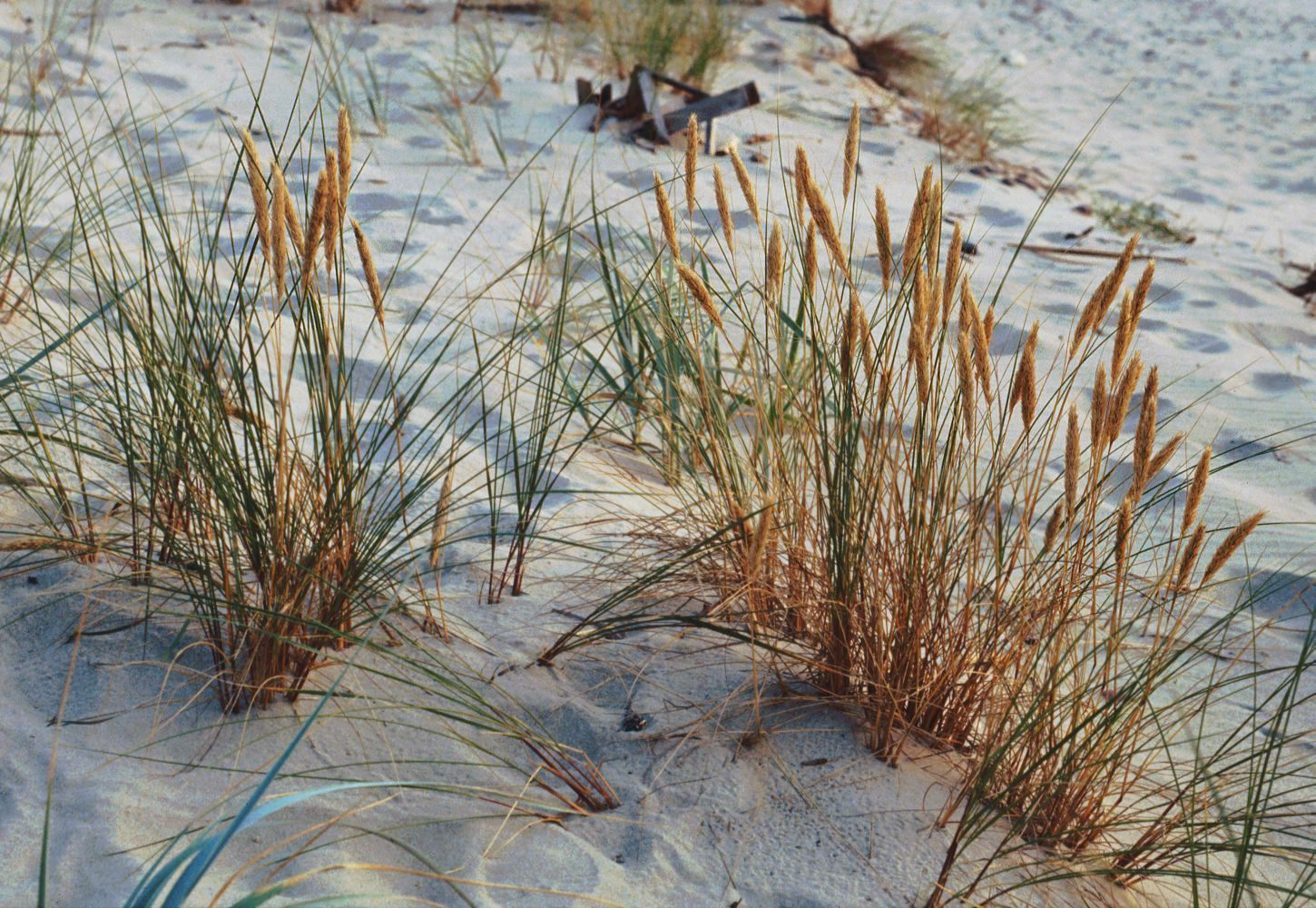
Ammophila arenaria

## Confuzii
Psathyrella ammophila se poate confunda în primul rând cu două soiuri de genul Laccaria, anume  Laccaria maritima și Laccaria trullisata, bureți care se dezvoltă tot prin nisip în zona de coastă, dar sub pini, iar dacă nu se dă seama în cea ce privește zona dezvoltării, de asemenea cu Panaeolus subbalteatus sin. Panaeolus.fimicola (otrăvitor, halucinogen), Parasola conopilus sin. Psathyrella conopilus (fără valoare culinară), Psathyrella piluliformis (comestibil), Psathyrella pseudocorrugis (fără valoare culinară) sau Psathyrella spadiceogrisea (comestibil).

## Specii asemănătoare în imagini

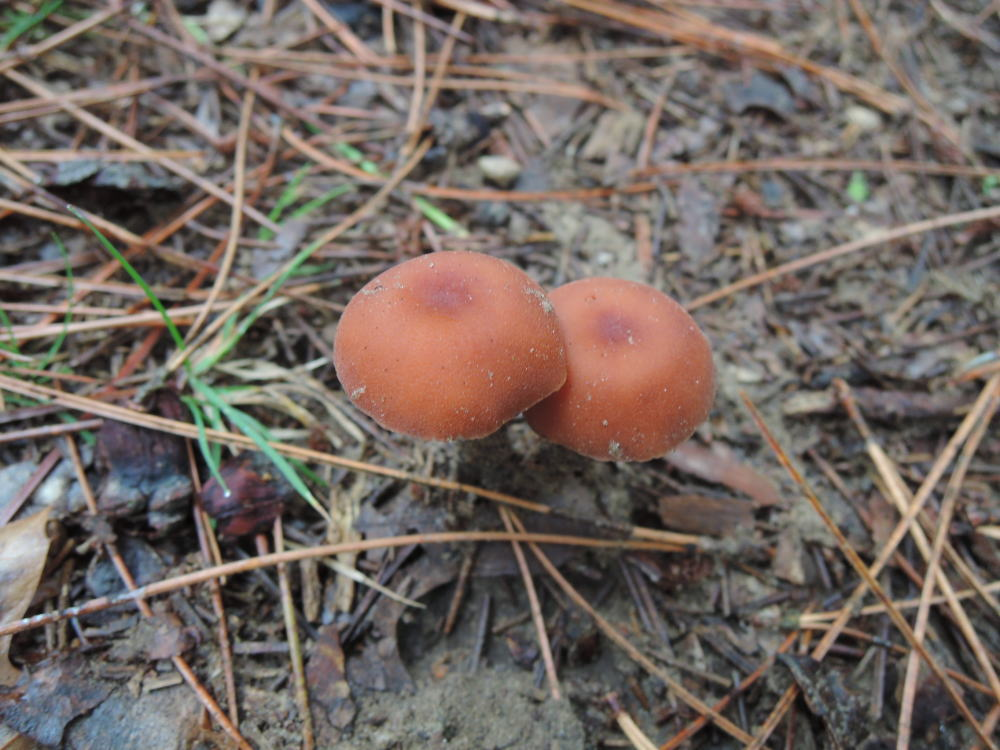
Laccaria maritima
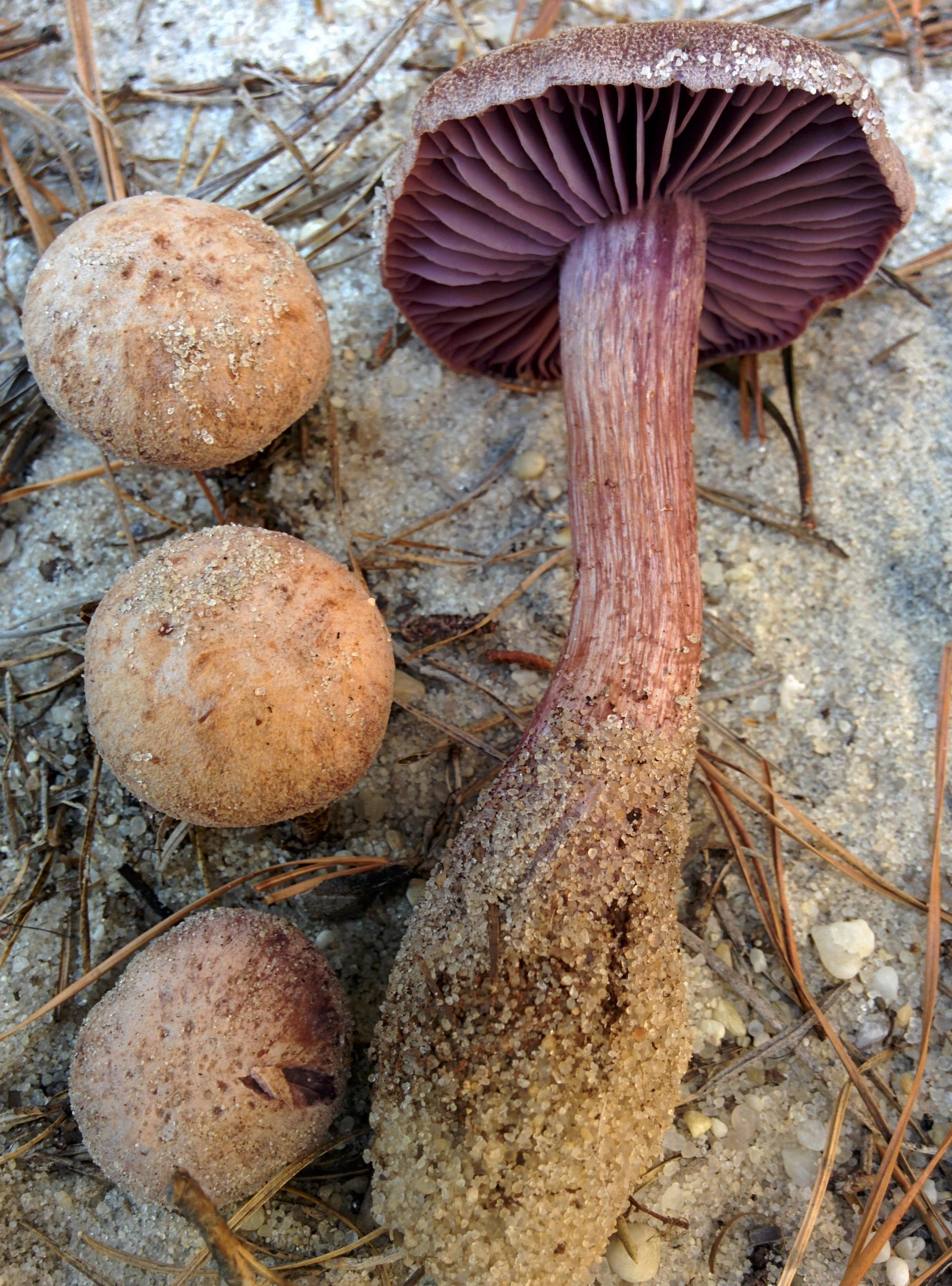
Laccaria trullisata
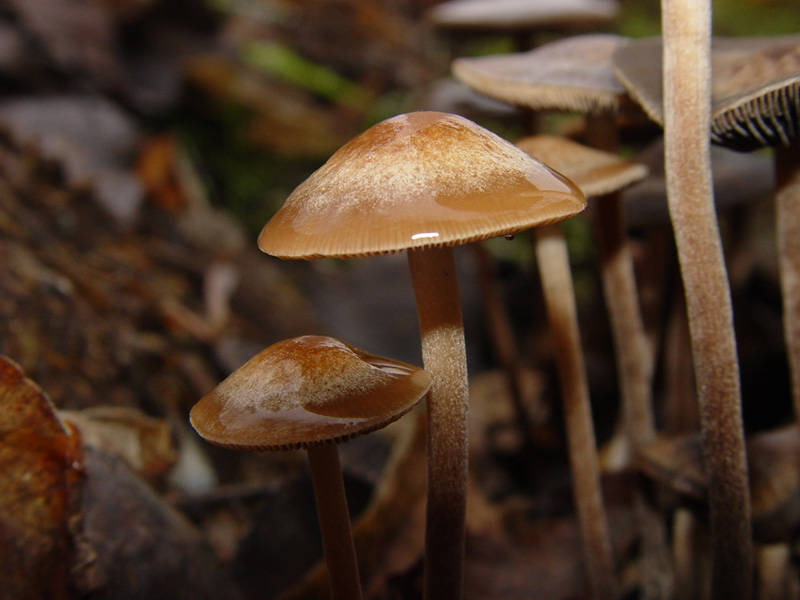
!!Panaeolus subbalteatus!!
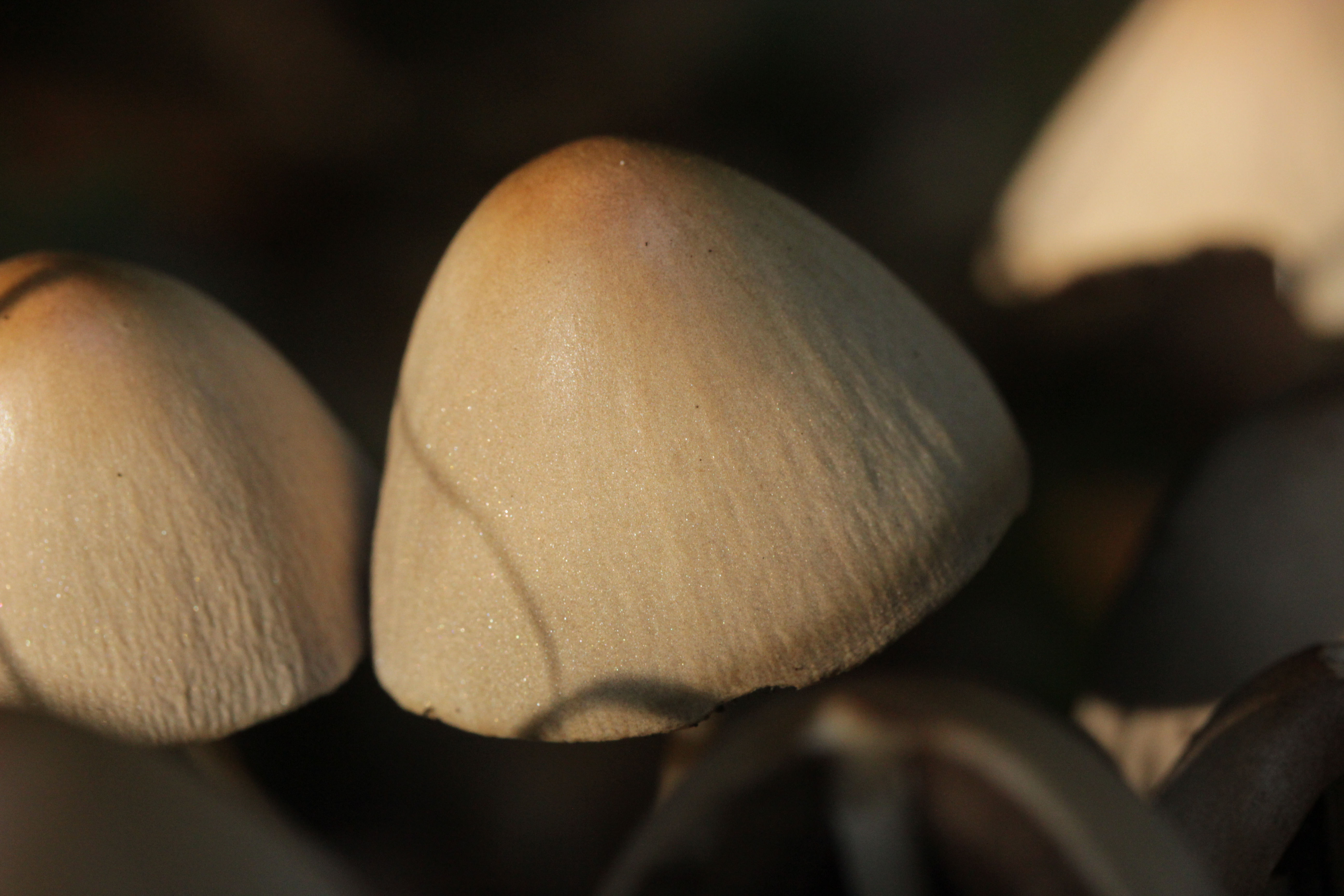
Parasola conopilus sin. Psathyrella conopilus
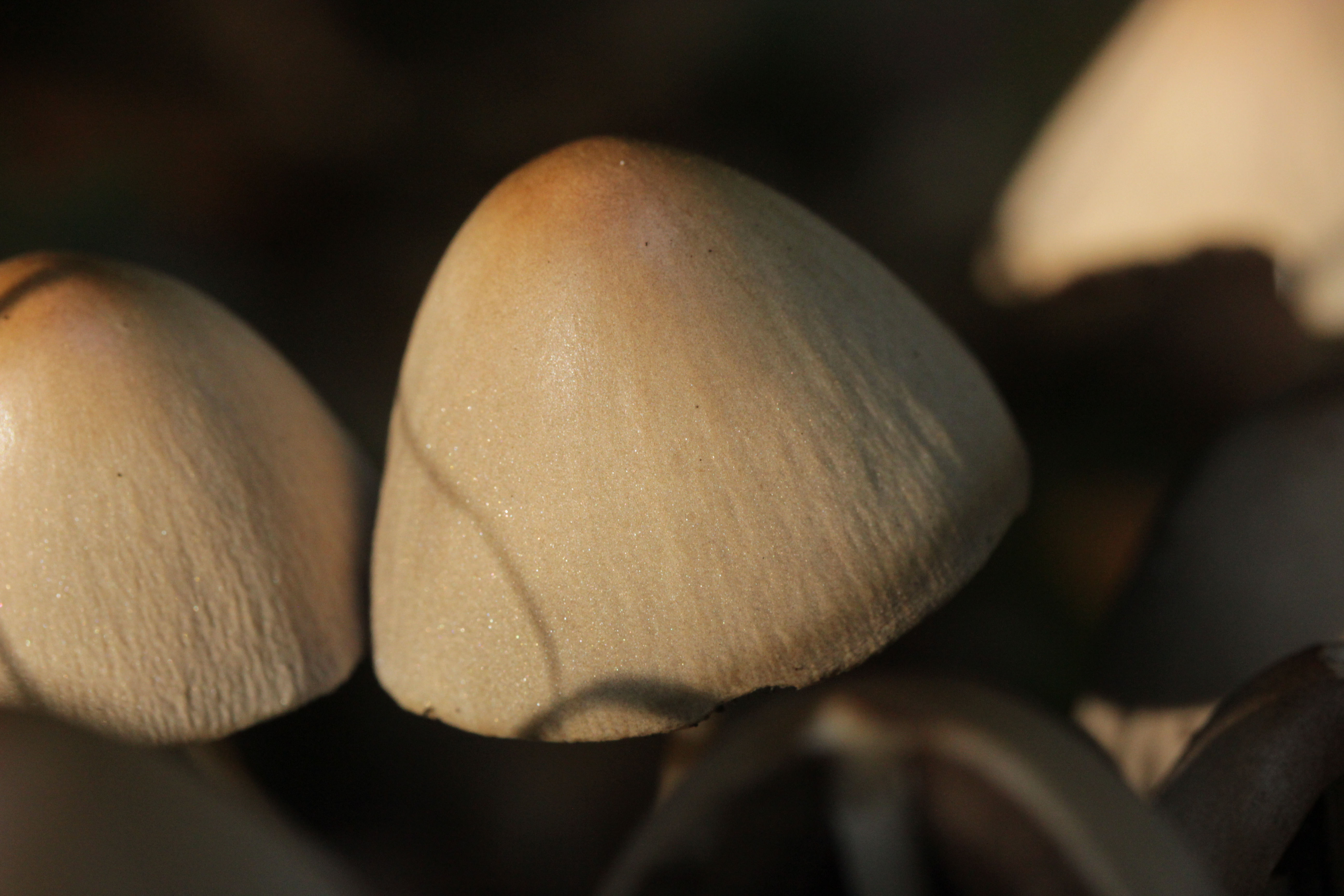
Psathyrella conopilus
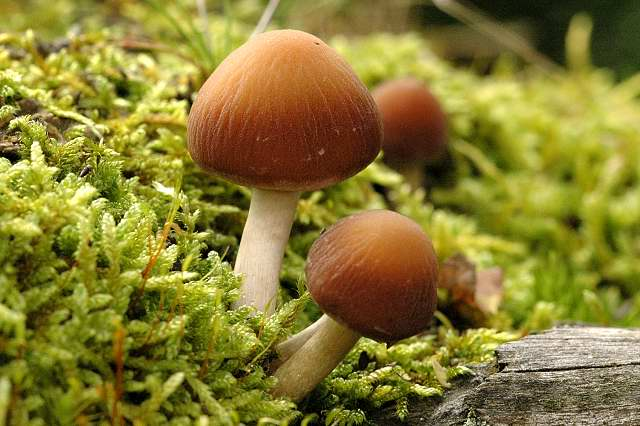
Psathyrella piluliformis –
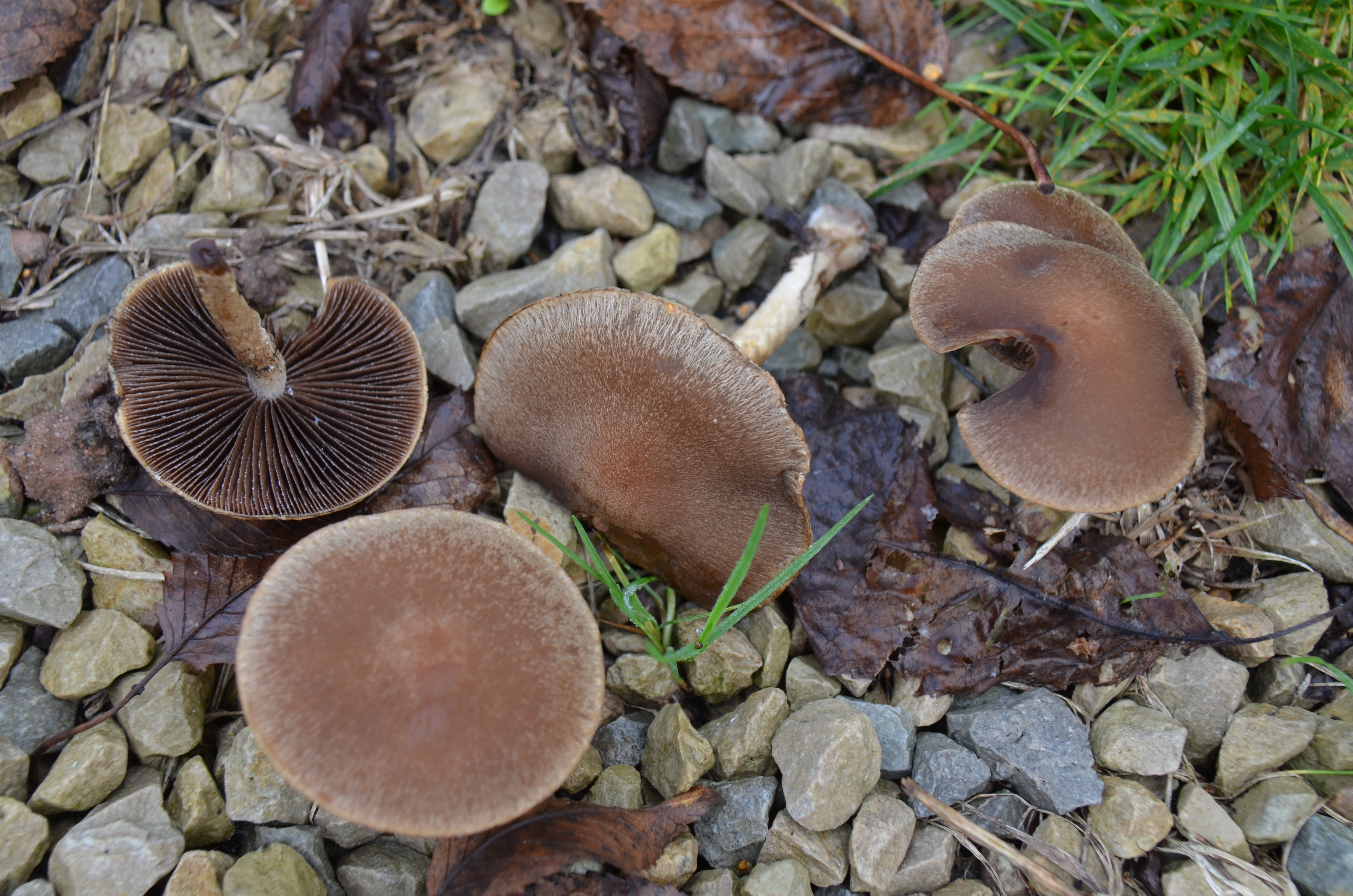
Psathyrella spadiceogrisea

## Valorificare
Deși de miros plăcut, bericioarele sunt văzute de valoare culinară foarte scăzută. Doar pălăriile destul de fragile sunt comestibile, dar forte nisipoase. Astfel trebuie spălate bine de mai multe ori, pierzând de acea mult din aroma lor. Mai departe, specia este rară și ar trebui cruțată. De acea, dacă o găsiți, lăsați-o mai bine la loc.

## Bibiliografie
- Bruno Cetto: „I funghi dal vero”, vol. 1-7, Editura Arte Grafiche Saturnia, Trento 1976-1993 (pentru cercetarea în total)
- Rose Marie Dähncke: „1200 Pilze in Farbfotos”, Editura AT Verlag, Aarau 2004, ISBN 3-8289-1619-8
- Ewald Gerhard: „Der große BLV Pilzführer“ (cu 1200 de specii descrise și 1000 fotografii), Editura BLV Buchverlag GmbH & Co. KG, ediția a 9-a, München 2018, ISBN 978-3-8354-1839-4
- Andreas Gminder: „Handbuch für Pilzsammler - 340 Arten Mitteleuropas sicher bestimmen“, Editura Kosmos, Stuttgart 2008, ISBN 978-3-440-11472-8
- Andreas Gminder,Tanja Böhning: „Welcher Pilz ist das?“, Editura Franckh Kosmos Verlag, Stuttgart 2014, ISBN 978-3-440-13748-2
- Meinhard Michael Moser: „Röhrlinge und Blätterpilze - Kleine Kryptogamenflora Mitteleuropas”, ediția a 5-ea, vol. 2, Editura Gustav Fischer, Stuttgart 1983